# テストステークス
テストステークス（Test Stakes）は、アメリカ合衆国のサラトガ競馬場にて、毎年8月に開催される競馬の競走である。

## 概要
サラトガ競馬場で行われる夏季の重要な3歳牝馬限定競走で、アラバマステークスなどの牝馬三冠路線から流れてくるものを含め、東海岸を拠点とする有力馬が多く出走している。現在ではブリーダーズカップ・フィリー&メアスプリントのプレップレースとしての位置づけとなっている。1973年にグレード制が導入されたときにG1競走として格付けられ、現在に至っている。
創設は1922年で、この年のみ10ハロンで開催されている。1923年から1925年、および1961年は開催が休止されている。また、サラトガ競馬場が閉鎖されていた1943年から1945年のみワイドナー競馬場で代替開催されている。
何度か分割競走になったことがあり、1960年から1979年までの間に実に13回もの分割開催が行われている。

## 近年の勝ち馬
- 2025 Kilwin
- 2024 Ways and Means
- 2023 Pretty Mischievous
- 2022 Chi Town Lady
- 2021 Bella Sofia
- 2020 Gamine
- 2019 Covfefe
- 2018 Separationofpowers
- 2017 American Gal
- 2016 Paola Queen
- 2015 Cavorting
- 2014 Sweet Reason[1]
- 2013 Sweet Lulu
- 2012 Contested
- 2011 Turbulent Descent
- 2010 Champagne d'Oro
- 2009 Flashing
- 2008 Indian Blessing
- 2007 Dream Rush
- 2006 Swap Fliparoo
- 2005 Leave Me Alone
- 2004 Society Selection
- 2003 Lady Tak
- 2002 You
- 2001 Victory Ride
- 2000 Dream Supreme